# زابینه روتر
زابینه روتر (آلمانی: Sabine Röther؛ زادهٔ ۱۷ ژوئن ۱۹۵۷) بازیکن هندبال اهل آلمان بود.